# Cinéma tamoul
Cet article possède des paronymes, voir Bollywood et Ollywood.
Cet article concerne le cinéma en tamoul. Pour le cinéma indien en général, voir Cinéma indien.

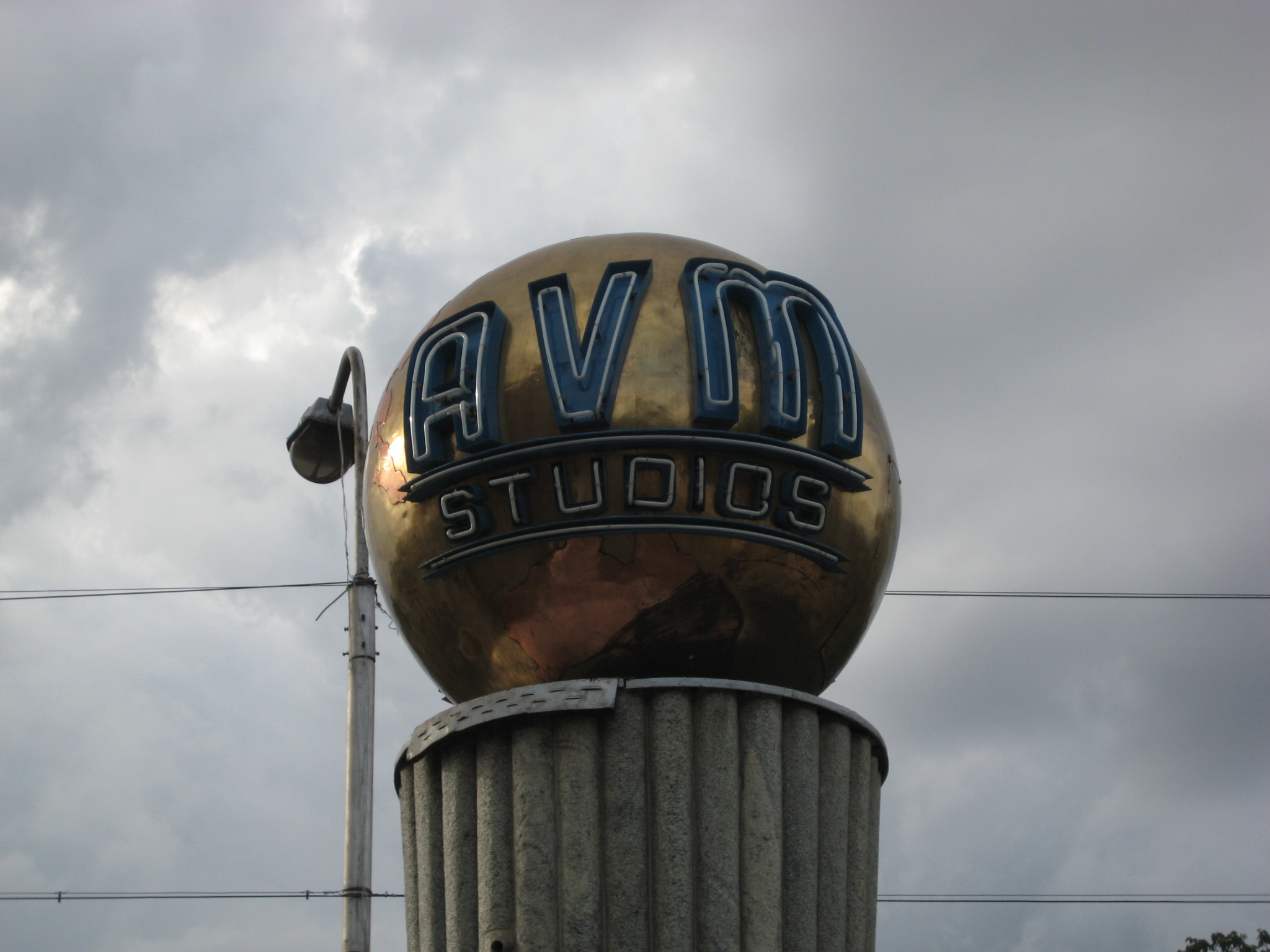
Le globe des productions AVM Studios à Madras (2008) ; parmi les plus anciens studios encore existants de l'Inde.

Le cinéma tamoul, parfois surnommé Kollywood (en tamoul : கோலிவுட்), désigne l'industrie régionale du cinéma indien, basée à Madras (alias Chennai), dont les films sont réalisés en langue tamoule.
Kollywood est l’une des industries cinématographiques les plus puissantes d’Asie. Le cinéma tamoul est majoritairement visionné dans les régions à forte concentration de tamoulophones, en Asie du Sud et en Asie du Sud-Est, et concurrence depuis peu (avec d'autres industries cinématographiques régionales) directement le cinéma hindi Bollywood à l'échelle nationale.
Kollywood est une contraction de Kodambakkam et de Hollywood. Elle est l'une des industries les plus importantes du cinéma indien, en nombre de films réalisés et est souvent perçue comme une concurrente potentielle pour le cinéma hindi. Ses films, diffusés dans la majeure partie de l'Inde, s’exportent dans le monde entier, notamment aux quatre coins de l'Asie, jusqu'en Afrique australe, en Amérique du Nord, en Europe et en Océanie, grâce à la diaspora tamoulophone.

## Histoire
Ce sont les frères Lumière qui ont amené le cinéma en Inde : ils avaient organisé leur première projection publique au « salon indien » du Grand Café à Paris puis quelques mois plus tard, leur assistant, Marius Sestier a organisé une projection au Watson's Hotel à Bombay de quelques-unes des œuvres des frères Lumière parmi laquelle « l'arrivée du train en Gare de La Ciotat » qui était particulièrement appréciée par le public indien. Le journal The Times of India invitait ses lecteurs à aller découvrir cette « merveille du siècle ». 
Les premiers films produits en langue tamoule datent de 1916. À partir de 1931, le cinéma muet a cédé sa place au cinéma parlant avec l'apparition du film multilingue Kalidas, sorti le 31 octobre 1931, sept mois après la sortie du premier film parlant Alam Ara, d'Ardeshir Irani.
Kollywood est la deuxième industrie qui produit le plus de films en Inde - autour de 260 films par an pour sept millions de spectateurs chaque jour.
Le cinéma tamoul combine généralement des thèmes variés, abordant des sujets violents et réalistes (banditisme, pauvreté, politique, relations familiales, terrorisme...), sans exclure les caractéristiques inhérentes au cinéma indien populaire, dont les histoires d'amour platonique, traitées d'une manière moins sentimentale mais présentes comportant plusieurs numéros musicaux et de danses.

## Films populaires
- 1953 : Devdas de Vedantam Raghavaiah
- 1959 : Kalathur Kannamma, d'A. Bhimsingh
- 1980 : Billa, de R. Krishnamurthy
- 1987 : Nayagan, de Mani Ratnam
- 1992 : Roja, de Mani Ratnam
- 1994 : Kadhalan, de S. Shankar
- 1995 : Bombay, de Mani Ratnam
- 1996 : Indian, de S. Shankar
- 1997 : Jeans, de S. Shankar
- 1999 : La Terroriste, de Santosh Sivan
- 2000 : Alai Payuthey, de Mani Ratnam
- 2000 : Kandukondain Kandukondain, de Rajiv Menon
- 2002 : Kannathil Muthamittal, de Mani Ratnam
- 2004 : Aayitha Ezhuthu, de Mani Ratnam
- 2004 : Autograph, de Cheran Sudeep
- 2004 : Ghilli, de Dharani
- 2005 : Anniyan, de S. Shankar
- 2005 : Chandramukhi, de P. Vasu
- 2005 : Mumbai Express, de Singeetham Sreenivasa Rao
- 2007 : Billa, de Vishnuvardhan
- 2007 : Pokkiri, de Prabhu Deva Sundaram
- 2007 : Sivaji, de S. Shankar
- 2008 : Dasavathaaram, de K. S. Ravikumar
- 2009 : Aadhavan, de K. S. Ravikumar
- 2010 : Enthiran, de S. Shankar
- 2011 : Uchithanai Muharnthaal, de Pugazendhi Thangaraj
- 2012 : English Vinglish, de Gauri Shinde
- 2012 : Nanban, de S. Shankar
- 2013 : Kadal, de Mani Ratnam
- 2013 : Vanakkam Chennai, de Kiruthiga Udhayanidhi
- 2014 : Anjaan, de N. Lingusamy
- 2014 : Kochadaiiyaan, de Soundarya R. Ashwi
- 2015 : I, de S. Shankar
- 2015 : La Légende de Baahubali - 1re partie, de S. S. Rajamouli
- 2016 : Kabali, de Pa.Ranjith
- 2016 : Theri, de Atlee
- 2017 : La Légende de Baahubali - 2e partie, de S. S. Rajamouli
- 2017 : Mersal, de Atlee
- 2018 : 2.0, de S.Shankar
- 2019 : Bigil, de Atlee
- 2020 : Darbar, de A. R. Murugadoss
- 2021 : Master, de Lokesh Kanagaraj
- 2022 : Ponniyin Selvan : I, de Mani Ratnam
- 2023 : Jailer, de Nelson Dilipkumar
- 2023 : Leo, de Lokesh Kanagaraj
- 2024 : The Greatest of All Time, de Venkat Prabhu
- 2024 : Amaran, de Rajkumar Periasamy

## Acteurs notables
Acteurs
- Ajith Kumar
- Bharath
- Dhanush
- Gemini Ganesan
- Gautham Karthick
- Jay Chandrasekhar
- Jayam Ravi
- Kamal Haasan
- Karthick Muthuraman
- Karthi Sivakumar
- Madhavan
- Mohan
- M. S. Bhaskar
- M. G. Ramachandran
- Nizhalgal Ravi
- Prabhu Deva Sundaram
- Prabhu Ganesan
- Ravi
- Rajinikanth
- Sivaji Ganesan
- Silambarasan Rajendar
- S. S. Rajendran
- R. Sarathkumar
- Surya Sivakumar
- Siddharth Suryanarayan
- Sivakarthikayan
- Thengai Srinivasan
- Udhayanidhi Stalin
- Vijay (Joseph)
- Vijay Sethupathi
- Vijaykanth
- Vikram
- Vikram Prabhu

Actrices
- Anushka Shetty
- Asin Thottumkal
- Ameesha Patel
- Hema Malini
- Jayalalithaa
- Jyothika
- Keerthi Suresh
- Keerthi Pandian
- Kalpana Iyer
- Kajal Agarwal
- Lakshmi
- Meenakshi Seshadri
- Nayantara
- Nithya Menen
- Padmini
- Padma Lakshmi
- Priya Anand
- Priyamani
- Ramya Krishnan
- Rekha
- Shriya Saran
- Sarika
- Samantha
- Shruti Haasan
- Sridevi
- Suhasini Maniratnam
- Tamannaah Bhatia
- Trisha Krishnan
- Vasundhara Devi
- Vyjayanthimala